# Tuscania
Tuscania là một thị xã ở tỉnh Viterbo, vùng Latium, Italia.
Theo truyền thuyết, Tuscania được thành lập bởi con trai Aeneas là Ascanius.

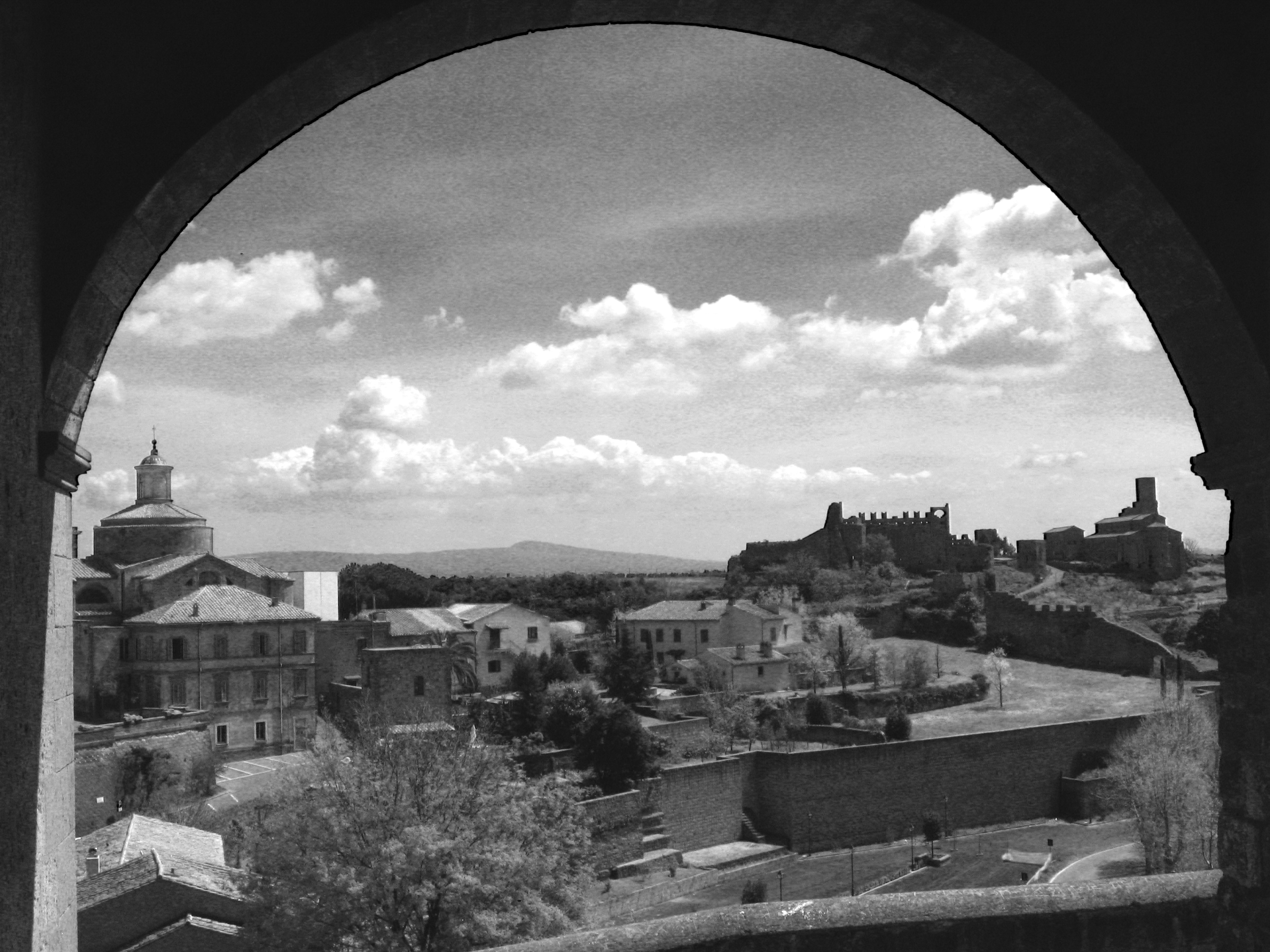

Công trình nổi bật của thị xã là nhà thờ Saint Peter, theo phong cách kiến trúc Lombard-Romanesque, bắt đầu xây thế kỷ 8 và trùng tu thế kỷ 11-12. Ngoài ra còn có các công trình khác như:
- Nhà thờ phong cách Romanesque Santa Maria Maggiore
- Tháp Lavello
- Fontana delle Sette Cannelle một đài nước La Mã